# HD 20980
HD 20980，又名CD-26 1257，SAO 168493、HR 1018，是一颗恒星，视星等为6.35，位于銀經219.04，銀緯-56.3，其B1900.0坐标为赤經3h 17m 58.3s，赤緯-25° -56.3′ 44″。